# Avenida Colonia
La Avenida Colonia es una arteria vial de la Ciudad de Buenos Aires, Argentina.

## Características
Tiene una extensión de 5 cuadras, en dirección norte - sur.

## Recorrido
Nace en el corte de la Avenida Caseros con Avenida Jujuy, siendo esta última, extensión de Colonia.
Recorre en dirección sur, situándose íntegramente dentro del barrio de Parque Patricios, hasta terminar en la Avenida Amancio Alcorta, donde se encuentra el Estadio Tomás Adolfo Ducó perteneciente al Club Atlético Huracán.
- Datos: Q5740452